# Nosologia
La nosologia (dal greco νόσος, nosos, "malattia" e λόγος, logos, "discorso" o "ragionamento") è la scienza che si occupa della classificazione sistematica delle malattie.

## Tipi di classificazione
Le malattie possono essere classificate in base all'eziologia (causa), alla patogenesi (meccanismo d'insorgenza di un processo patologico e il suo conseguente sviluppo) o ai sintomi. Altrimenti le malattie possono essere classificate in base all'apparato o sistema coinvolto, anche se spesso ciò è difficile, perché molte malattie colpiscono più organi.
Uno dei problemi che la nosologia si trova ad affrontare è il fatto che le malattie spesso non possono essere ben definite e classificate in modo chiaro, specialmente quando le cause e la patogenesi non sono conosciute. In questo caso i termini diagnostici sono spesso solo sintomi o insiemi di sintomi (sindromi).
Tradizionalmente si definirono le malattie sotto forma di sindromi, cioè in base ai loro sintomi. Quando diventano disponibili maggiori informazioni, vengono definite anche in base al danno provocato. Quando si conosce la causa, sono meglio definite in base a questa, sebbene rimangano importanti le loro caratteristiche.
Probabilmente l'ultimo tipo descritto di malattie sono le malattie molecolari, definite dalle loro caratteristiche molecolari. Questo fu introdotto nel novembre del 1949: con a pionieristica pubblicazione "Sickle Cell Anemia, a Molecular Disease" sul giornale Science, Linus Pauling, Harvey Itano e collaboratori gettarono le basi per costituire il campo della medicina molecolare.

## Sistemi di codifica
Storicamente sono state proposte molte classificazioni delle malattie, e in genere tutte assegnano un codice a ogni malattia contenuta. Alcune di esse codificano le malattie seguendo la via del classification tree, e altre come SNOMED usano un sistema di classificazione multifattoriale.
Il sistema di codifica più conosciuto è la serie ICD dell'Organizzazione Mondiale della Sanità, ma ci sono altre classificazioni accettate come DOCLE, NANDA o SNOMED. Storicamente ce n'erano altre come il Berkson Coding System che non sono più mantenute.
Ci sono anche sistemi di codifica per i sintomi e i riscontri biologici presenti nelle malattie. In genere sono inclusi nei dizionari medici, sempre con un sistema di codifica. Alcuni di questi sono MeSH (Medical Subject Headings), COSTART (Coding Symbols for Thesaurus of Adverse Reaction Terms) o MedDRA (Medical Dictionary for Regulatory Activities). Altri sistemi come Current Procedural Terminology non trattano direttamente delle malattie ma delle procedure correlate.